# Dunaszentpál
Dunaszentpál is een plaats (község) en gemeente in het Hongaarse comitaat Győr-Moson-Sopron. Dunaszentpál telt 621 inwoners (2001).

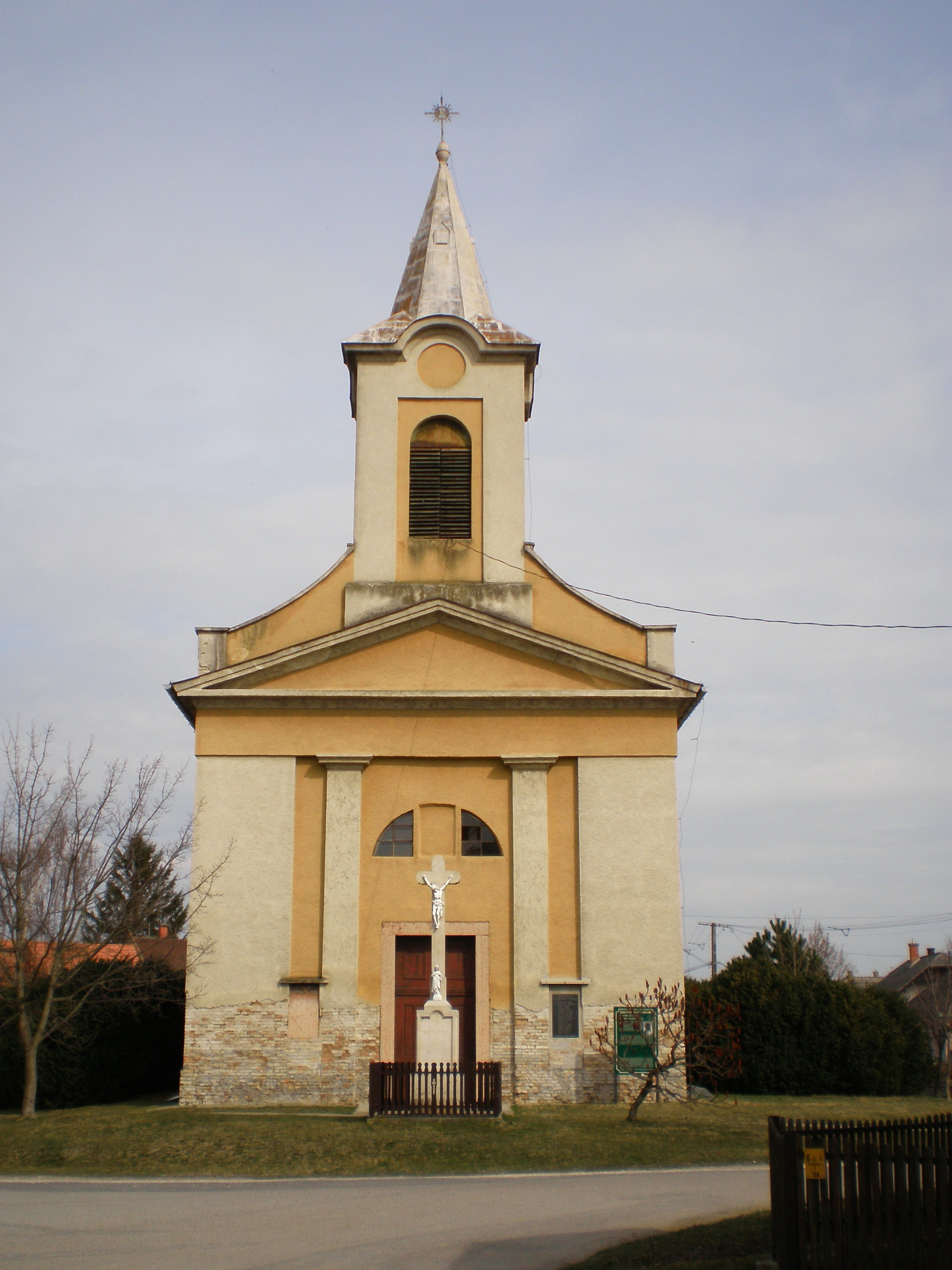
Kerk